# Championnat de Dominique de football 1997
Navigation
Saison 2001
La saison 1997 du Championnat de Dominique de football est la quarante-septième édition du championnat national en Dominique. Les neuf équipes engagées sont regroupées au sein d'une poule unique et ne s'affrontent qu'une seule fois. 
C'est le DCP Harlem Bombers qui remporte la compétition cette saison après avoir terminé en tête du classement final, avec trois points d'avance sur le tenant du titre, Black Rocks FC. Il s’agit du treizième titre de champion de Dominique de l'histoire du club, qui réussit le doublé en s'imposant en finale de la Coupe, toujours face à Black Rocks.

## Les clubs participants
- DCP Harlem Bombers
- Black Rocks FC
- Grand-Fond FC
- ACS Zebians
- Antilles Kensbro FC
- CM Motors Potters
- Madech Pointe-Michel
- Kubuli All Stars FC
- Heineken Saints

## Compétition
Le barème de points servant à établir le classement se décompose ainsi :
- Victoire : 3 points
- Match nul : 1 point
- Défaite : 0 point

### Classement
| Rang | Équipe               | Pts | J | G | N | P | Bp | Bc | Diff |
| ---- | -------------------- | --- | - | - | - | - | -- | -- | ---- |
| 1    | DCP Harlem BombersC  | 22  | 8 | 7 | 1 | 0 | 18 | 5  | +13  |
| 2    | Black Rocks FCT      | 19  | 8 | 6 | 1 | 1 | 25 | 8  | +17  |
| 3    | Madech Pointe-Michel | 12  | 8 | 3 | 3 | 2 | 22 | 12 | +10  |
| 4    | Kubuli All Stars FC  | 12  | 8 | 4 | 0 | 4 | 11 | 23 | -12  |
| 5    | ACS Zebians          | 11  | 8 | 3 | 2 | 3 | 13 | 11 | +2   |
| 6    | Antilles Kensbro FC  | 10  | 8 | 3 | 1 | 4 | 11 | 12 | -1   |
| 7    | CM Motors Potters    | 9   | 8 | 3 | 0 | 5 | 8  | 17 | -9   |
| 8    | Heineken Saints      | 4   | 8 | 1 | 1 | 6 | 6  | 17 | -11  |
| 9    | Grand-Fond FC        | 4   | 8 | 1 | 1 | 6 | 6  | 18 | -12  |

|  | Champion de Dominique 1997                                 |
|  | T : Tenant du titre C : Vainqueur de la Coupe de Dominique |

## Bilan de la saison
| Championnat de Dominique de football 1997 |                                |
| Champion                                  | DCP Harlem Bombers (13e titre) |
| Coupes et trophées                        |                                |
| Vainqueur de la Coupe de Dominique 1997   | DCP Harlem Bombers             |
| Qualifications continentales              |                                |
| CFU Club Championship 1998                | Aucun                          |
| Promotions et relégations                 |                                |
| Promus en National Premier League         | Aucun                          |
| Relégués                                  | Aucun                          |